# 삼제삼합점

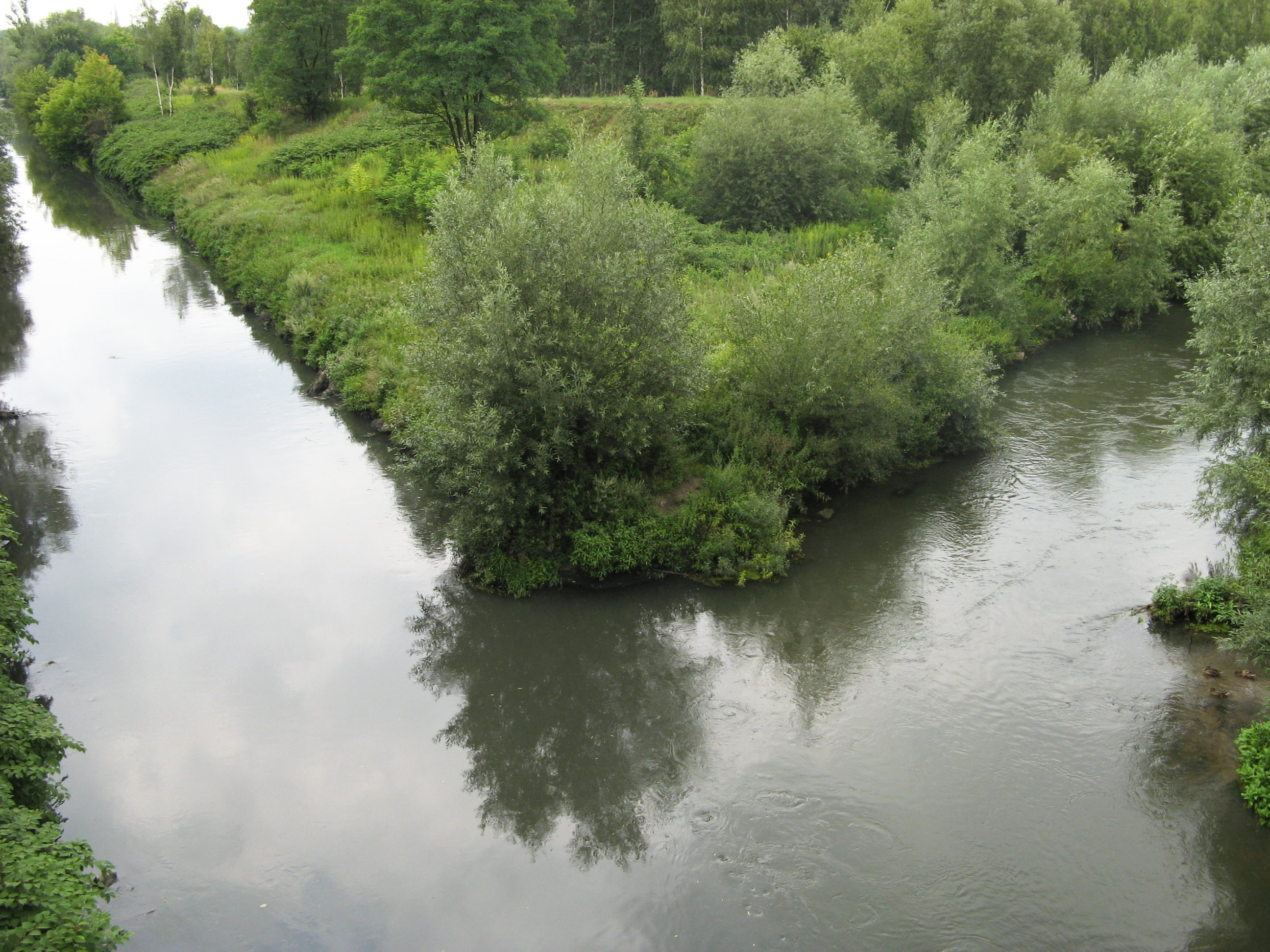
현재의 삼제삼합점. 1917년 이전에, 이 사진의 왼편은 독일 제국, 가운데편은 러시아 제국, 오른편은 오스트리아-헝가리였다.

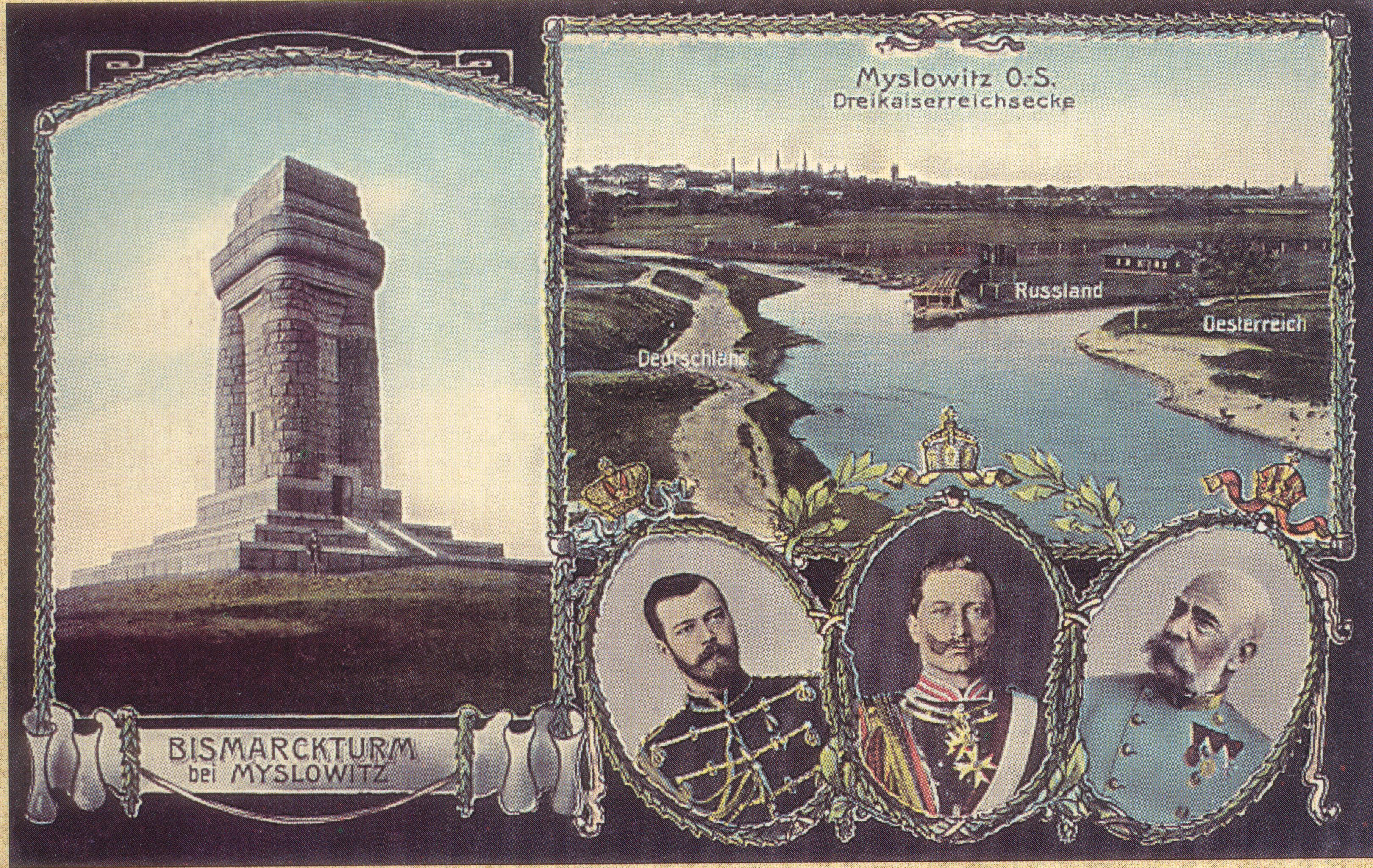
1907년경의 우편 엽서. 러시아 제국의 니콜라이 2세, 독일 제국의 빌헬름 2세, 오스트리아-헝가리의 프란츠 요제프 1세. 배경은 미스워비체의 비스마르크탑.

삼제삼합점(三帝三合點, 폴란드어: Trójkąt Trzech Cesarzy, 독일어: Dreikaisereck, 러시아어: Угол трёх императоров, 영어: Three Emperors' Corner)은 오늘날 폴란드 실롱스크주 미스워비체(Mysłowice) 부근 흑프솀샤강과 백프솀샤강의 합류점에 있었던 삼합점이다. 이 삼합점은 폴란드 분할의 결과로 형성되었는데, 1871년부터 1917년까지 러시아 제국, 오스트리아-헝가리, 독일 제국 세 나라의 국경이 접했기 때문에 이러한 이름이 붙게 되었다.

## 역사
삼제삼합점은 폴란드 분할의 결과로 생겨났다. 1742년 프로이센 왕국이 이 지역을 장악했고, 1846년 크라쿠프 자유시가 오스트리아 제국에 합병되었으며, 한편으로 1815년 빈 회의 결과 폴란드 입헌왕국이 러시아 제국의 보호령이 되었다가 이후에 합병됨으로써 형성되었다.
1871년 프로이센 왕국의 주도로 독일이 통일되어 독일 제국이 되면서, 이 삼합점은 가장 유명한 이름인 "삼제삼합점"으로 알려지게 되었다. 제1차 세계 대전 이전까지 이 곳은 유명한 관광지였으며 특히 독일 제국에서 잘 알려졌다. 관광 목적인 두 척의 배가 주변을 다녔으며, 빌헬름 크라이스(Wilhelm Kreis)의 디자인에 따른 비스마르크탑이 1907년에 세워졌다. 당대의 신문 기사에 따르면, 매년 3,000명에서 8,000명 정도가 찾아왔다고 한다.
그러나 1917년부터 1918년 사이에 3개 제국이 모두 붕괴되었고, 1918년 폴란드 제2공화국이 세워지면서 국경으로서의 기능도 상실하게 되었다. 다음 해인 1919년, 이전의 오스트리아와 러시아 땅에 크라쿠프 주와 키엘체 주가 수립되었으며, 1921년 실롱스크 주에서 실시된 주민 투표에 따라 독일령 지역 또한 폴란드 영토인 실롱스크 주에 편입되었다. 삼제삼합점에 있던 비스마르크탑은 1937년부터 1938년 사이에 실롱스크 주의 주지사로 있던 미하우 그라진스키(Michał Grażyński)에 의해 철거되었다. 지금 이 지역은 산업 지역이지만, 이 삼합점은 그리 주목받지 못하는 관광지이다. 2004년에는 에 이 곳에 한때 삼제삼합점이 있었다는 명판이 세워졌는데, 약간 잘못된 내용이었지만 폴란드 분할로 인해 3개 제국에 합병된 영토가 만난 곳이라고 언급되어 있었다. 2012년에는 글귀를 새롭게 바꾼 명판이 세워졌다.

## 비슷한 사례
- 1774년부터 1877년까지 프루트강의 노보셀리차에 삼제삼합점이 존재했다. 국경을 맞댄 제국들은 오스트리아 제국(부코비나), 러시아 제국(베사라비아), 오스만 제국이다.
- 1897년부터 1912년까지 두만강 하류에 삼제삼합점이 존재했다. 국경을 맞댄 제국들은 대한제국(1897년부터 1910년까지) 또는 일본 제국(일제강점기, 1910년부터 1912년까지), 청나라, 러시아 제국이다. 이는 오늘날 러시아-조선민주주의인민공화국-중국 삼합점으로 다시 불리고 있다.

## 같이 보기
- 신성동맹
- 삼제동맹